# Ferdinand Rosenberger

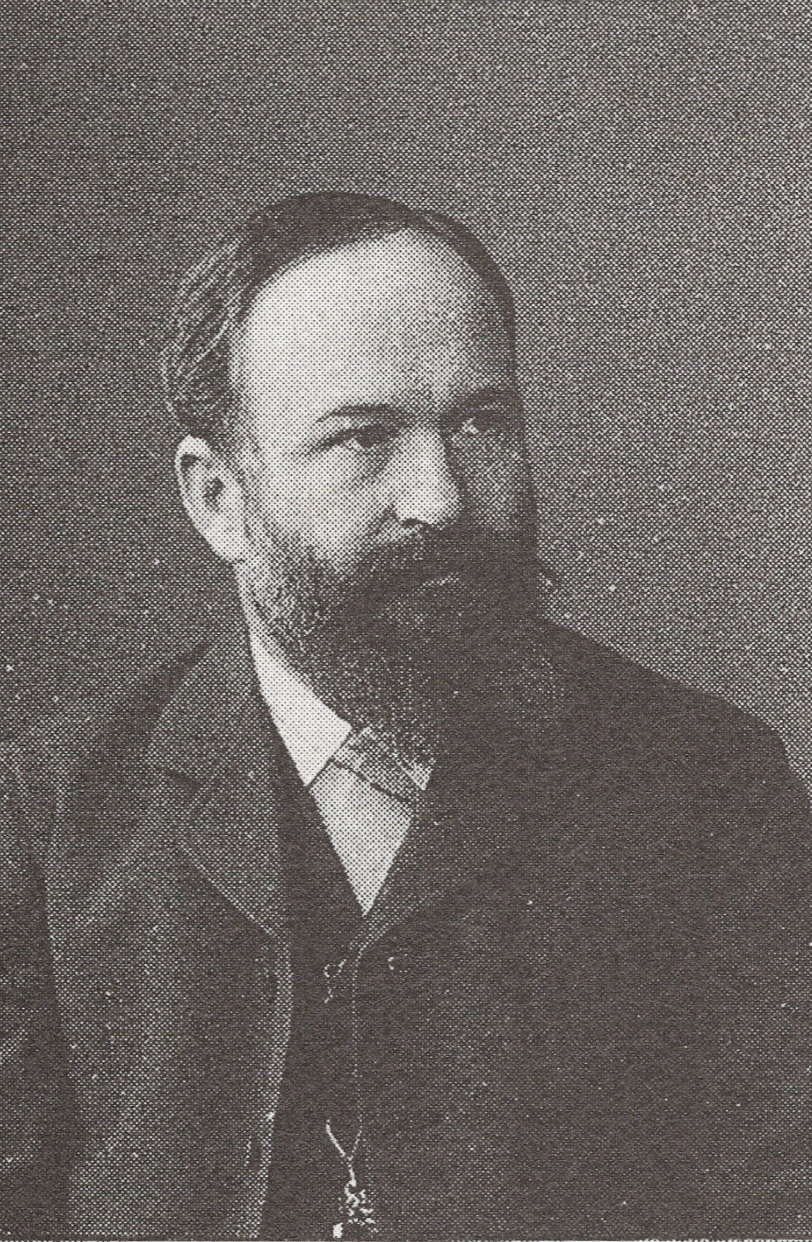
Porträt (zwischen 1870 und 1885)

Ferdinand Rosenberger (* 29. August 1845 in Lobeda; † 11. September 1899 in Oberstdorf, Bayern) war ein deutscher Wissenschaftshistoriker speziell der Physik.

## Leben
Rosenberger besuchte zuerst das Lehrerseminar und war dann Grundschullehrer und, seiner musikalischen Veranlagung folgend, Kantor. Da ihn das nicht befriedigte, studierte er Mathematik und Naturwissenschaften an der Universität Jena mit dem Ziel Lehrer an einer höheren Schule zu werden, wobei er nebenbei noch das Abitur nachholte. 1870 wurde er promoviert und legte 1876 in Kiel das Staatsexamen ab. Schon seit 1873 unterrichtete er in Hamburg an Privatschulen und am Johanneum. Ab 1877 war er Lehrer am Realgymnasium in Frankfurt am Main, an der er später Oberlehrer und Professor wurde. Er unterrichtete anfangs Mathematik und Naturwissenschaften, später nur noch Physik und Chemie. Er starb an einem Schlaganfall.
Bekannt wurde er durch seine Geschichte der Physik. Er schrieb auch ein Buch über die Entwicklung des physikalischen Denkens von Isaac Newton, das Richard Westfall in seiner Newton-Biographie als nach wie vor unübertroffen einschätzte.
Er war Mitglied der Leopoldina (1892).

## Schriften
- Die Buchstabenrechnung; eine Entwicklung der Gesetze der Grundrechnungsarten rein aus den Begriffen der Zahl und des Zählens als Grundlage für den Unterricht, Jena, 1876, Digitalisat
- Über die Genesis wissenschaftlicher Entdeckungen und Erfindungen, Braunschweig, 1885, Digitalisat
- Isaac Newton und seine physikalischen Principien; ein Hauptstück aus der Entwicklungsgeschichte der modernen Physik, Leipzig, J. A. Barth, 1895, Online
- Die Geschichte der Physik in ihren Grundzügen, mit synchronistischen Tafeln der Mathematik, der Chemie und beschreibenden Naturwissenschaften, sowie der allgemeinen Geschichte, 3 Bände, Braunschweig, Vieweg 1882 / 1884 / 1887–1890, Online (PDF auf archive.org): Band 1,2 und 3
- Die moderne Entwicklung der elektrischen Principien. Fünf Vorträge, Leipzig, Barth, 1898, Online